# Sant Esteve d'Ocenys
Sant Esteve d'Ocenys, o Ocenyes, és una capella del poble nord-català desaparegut d'Ocenys, del terme comunal d'Orellà, a la comarca del Conflent.
Estava situada a l'antic poble d'Ocenys, a la carena que vertebra el terme comunal d'Orellà, al nord-oest d'aquest poble.
L'església és documentada com a possessió de Sant Miquel de Cuixà l'any 968 en una butlla del papa Joan XIII.